# Ан Арбър
Ан Арбър (на английски: Ann Arbor) е град в щата Мичиган, САЩ. Ан Арбър е с население от 114 024 жители (2000), от които 36 892 (32%) са студенти. В Ан Арбър се намира основният корпус на Мичиганския университет.
Ан Арбър е седмият от най-големите градове в щата Мичиган и най-големият град в окръг Уоштъно.
Общата площ на града е 71,70 км² (27,7 мили²).

## Известни личности
Родени в Ан Арбър
- Робърт Ашли (1930 – 2014), композитор
- Алфред Брукс (1871 – 1924), геолог
- Даг Ойстейн Ендсьо (р. 1968), норвежки историк
- Диърдра Макклоски (р. 1942), икономистка
- Майкъл Портър (р. 1947), икономист
- Самюел Тинг (р. 1936), физик
- Катрин Апългейт (р. 1956), писателка

Починали в Ан Арбър
- Траянос Гагос (1960 – 2010), гръцки филолог
- Антон Деникин (1872 – 1947), руски офицер